# Niwa (Lubaczów)
Pour les articles homonymes, voir Niwa.
Niwa est une localité polonaise de la gmina de Wielkie Oczy, située dans le powiat de Lubaczów en voïvodie des Basses-Carpates.